# 仙后座R
仙后座R是一颗位于仙后座的M-型红巨星，距离地球约348光年。
它是一颗米拉变星，视星等在+4.7和+13.5之间变化，平均视星等为9.97，光变周期为430.46天。